# Хиперактивност
Хиперактивност је повишена психомоторна активност код деце која не могу да мирују, исувише су „живахна”, несташна, бучна, лако мењају интересовања. Код одраслих лица хиперактивност се среће у различитим стресним ситуацијама, а посебно код неких душевних поремећаја као што су хистерија и манија.